# 7501工程
7501工程は、1975年に中華人民共和国江西省景徳鎮市の中国軽工業陶瓷研究所において生産された、中華人民共和国の建国の父にして当時の最高指導者、毛沢東専用の一群の食器、什器製品を指す通称。中国語ではこの表記以外に7501、7501瓷、毛主席専用瓷、毛瓷といった表記も用いられる。いずれも通称であり正式名称はない。

## 概要
食器やその付属品（調味料入れ、楊枝入れなど）、喫茶具、その他に喫煙具や文房具がある。器種は総計70〜80種余りとされるが、後述するように当時この食器の製作は極秘事項とされており、未だ当局から公表もされていないので正確な数はわからない。いずれも実用品であり、観賞用、装飾用のそれは製作されていない。さじや食器でない生活具を除いてどれにも蓋が付いている以外は、一見してわかる特徴はほとんど見られず、余白を多くとった緑の竹や紅梅、桃、牡丹、菊の絵付けが施された、ごくふつうの磁器にしか見えない。なお梅や桃の花が描かれているのは、毛沢東が自らの詩文に詠んだからで、蓋付きなのは防塵と保温を考慮したためである。
なお、筋萎縮性側索硬化症を患い一人で食事ができなくなっていた最晩年の毛沢東が、これらを手にとって使用したかどうかは疑問だが、当然ながらその辺についても全く公表されていない。毛は完成の翌年1976年9月には死去しているため、実際にこれらの器を用いたとしても、その期間はわずか1年に過ぎない。

## 歴史

### 発端
1975年にもなると、高齢化した毛沢東は咀嚼力が弱くなって食事時間が伸び、しばしば食事をとる間に暖かい食事が冷えてしまっていた。さらに毛が中南海の豊沢園（菊香書屋）からプール脇の更衣室へ転居したことで、厨房から一段と離れてしまい、毛の元へ食事を運ぶのにも時間がかかりるようになっていた。なんとか暖かいうちに毛のもとへ運ばれた食事も、毛の不規則な生活習慣からすぐに供されることがなく、放置され冷え切ることが多かった。こうした状況について把握した中央弁公庁の当時の主任、汪東興はその当時の毛の生活習慣にあわせ、優れた保温性と防塵性を有し、見栄えもよい食器の製作を思いついた。
それまで毛が愛用していた什器は、毛沢東の出身地である湖南省製であったので、当初そこにこの任務を請け負わせるつもりでいたが、上がってきたデザインに毛自身が満足しなかった。そこで汪は景徳鎮にこの仕事を任せてみようと考え、庁を通じて江西省党委員会に対し、景徳鎮へ製造指令を出した。さらにそこにある中国軽工業陶瓷研究所がこの作業を担当することが決められ、研究所にも1975年2月にこの指令が伝えられた。
ただしこの指令は極秘とされ、その内容も関係者にすら詳細が伏せられた。具体的には、誰のために用意する器なのか、その人物の名は明かされることはなかった。しかし文化大革命まっただ中の当時の雰囲気から、おそらく毛主席のための器であろうと、関係者の誰もが容易に想定できたため、この指令はたいへん重要な任務として捉えられた。すなわち7501とはその年（1975年）、江西省に割り当てられた第一級の指令を意味し、そこから付与されたコードネームであるが、それが毛亡き後に遺されたこの一連の磁器の名称として、今日に至るまで定着している。
1975年4月、同庁は江西省党委員会に任務を正式に下達し、中国軽工業陶瓷研究所で三ヶ月以内に毛専用の食器を開発し完成させる指令を出した。任務下達後に、省委員会からは35,000人民元が拠出され、同時に撫州地区委員会通じ約10トンの江西省臨川産の最高級カオリンが調達された。

### 製作
命を受けてから開かれた研究所内の会議において、製作方針として挙げられたのが「玉のように白く、鏡のように明るく、音は磬のように」であった。明代の正徳官窯の器形を元に、多忙で食事の時間も不規則になりがちであった毛のた生活スタイルを考慮し、器形は蓋付きとされた。
蓋つき以外に、一見してこれといった特徴の見られないこの磁器の、隠された緻密な部分は磁胎に施された絵付けである。詳細に観察すると、竹や樹が釉下彩、その他梅や桃の花が釉上彩で描かれている。釉下彩についてはそれまで染付（青）か釉裏紅(赤)の2色に限られていたのだが、この作品ではそれまでのどの磁器にもないこの2色以外の緑といった色が見られる。釉上彩についても、それまでの磁器には見られないぼかしを伴う非常に淡いピンクで色付けされているが、この技法は水点桃花と呼ばれ、清朝の粉彩から発達し1970年代に完成を見た新技法である。また保温を考慮し蓋つきとされたにもかかわらず、あえて冷めやすいはずの半薄胎と呼ばれる極限まで薄い磁胎で構成されている点も特異である。
製作過程を推定すると、景徳鎮の分業制ゆえ描かれた花木の枝葉や花弁が全てことなる職人によって絵付けがされているのは当然のこととして、焼成も約 1400℃という、景徳鎮の磁器としてこれまでにない高温で焼成されている。このようにたいへんに凝った造りになっているわけで、これだけのレベルの製品を設計からわずか半年という短期間で出荷にまで至っている点も、景徳鎮磁器生産の分業制を考慮すれば異例といえる早さである。
1975年8月31日に、この磁器は完成した。約 14,000 点ほどが焼成されたが、実際に損傷なく完成したのはわずか 3 割の 4,200 点ほどで、さらにその中から約 1,000点余りが選ばれ、毛の住む北京の中南海に送られた。このとき中央からは北京に送った製品以外は破棄する命令が出ていた。

### 影響
中央から破棄命令を受けたものの、製作にかかわった職人は、同じレベルのものは二度と作れないと考え、命に反して密かに倉庫に保管していた。毛没後の 1982 年の春節において現物支給として関係者に配られ、そこから民間に流れた。今日我々が目にする 7501 は全てこの予備品である。その後もさして注目を浴びることはなかったが、1996年北京で開催された古陶磁オークションで一点(丼)が120万円の価格で落札され、俄然注目を浴び大量の写し、贋作が市場に出まわるようになった。その中には毛の後を継いだ最高指導者、華国鋒専用に製作された 7801と呼ばれている品もあるが、その真偽は定かではない。
こうして、少なくとも中国国内においては近代中国磁器の最高傑作としての評価が定まり、2011年には製作元の景徳鎮で復刻もなされている。しかし、あくまでこの作品に人気があるのは中国本土や台湾、香港、シンガポールといった中文文化圏においてのみで、諸外国ではまったくといっいいほど知られていない。

## 注・出典
1. 1 2  百度百科 7501
2. ↑  日本では余白が多いのが当たり前だが、中国では磁器の絵付けでは余白はあまりとらないことが多い。
3. ↑  セラパ vol.8 (2006)
4. ↑  けい。中国古代の楽器
5. 1 2  近代中国景徳鎮粉彩磁絵への回顧 補
6. ↑  フォーカスアジア 2011-4-11記事